# Jermák
A Jermák görög eredetű orosz név, jelentése Hermész isten népe.

## Gyakorisága
Az 1990-es években szórványos név, a 2000-es években nem szerepel a 100 leggyakoribb férfinév között.

## Névnapok
- augusztus 28.[2]